# Titanopterygiidae
Famille
Titanopterygiidae est une famille de ptérosaures ptérodactyloïdes. Selon Paleobiology Database en 2025, cette famille est désormais sans collection référencée de fossiles, et sans aucun taxon défini, c'est-à-dire en attente d'une nouvelle description ou d'un classement en nomen dubium.

## Historique
La famille des Titanopterygiidae est décrite en 1984 par le paléontologue américain Kevin Padian (1951-),.

## Synonyme selon Biolib
En 2025, BioLib déclare Titanopterygiidae comme un synonyme de †Azhdarchidae Nessov, 1984.

### Publication originale
- [1984] (en) Kevin Padian, « A large pterodactyloid pterosaur from the Two Medicine Formation (Campanian) of Montana », Journal of Vertebrate Paleontology, vol. 4, no 4,‎ 1984, p. 516-524 (DOI 10.1080/02724634.1984.10012027).